# José Caetano Pereira
José Caetano Pereira (Desterro — ?) foi um político brasileiro.
Foi deputado à Assembleia Legislativa da Província de Santa Catarina na 5ª legislatura (1844 a 1845).